# Traduktologia
Traduktologia, translatologia, translatoryka, przekładoznawstwo (ang. translation studies) – interdyscyplinarna nauka humanistyczna zajmująca się problemami tłumaczenia. Na temat przekładu wypowiadali się od wieków poeci, pisarze i uczeni wielu specjalności. Nowożytne studia nad przekładem również mają charakter interdyscyplinarny i oprócz językoznawstwa korzystają z dorobku takich dziedzin jak filologia, kulturoznawstwo, literaturoznawstwo, komparatystyka, filozofia, semiotyka, informatyka i wiele innych (np. w przypadku refleksji nad tłumaczeniem Biblii – biblistyka). Charakterystyczną cechą tej dziedziny jest wielość różnych ujęć tematu, a co za tym idzie wiele konkurujących ze sobą i uzupełniających się teorii tłumaczenia.
Według Franciszka Gruczy możemy mówić o translatoryce czystej, która dostarcza informacji deskryptywno-eksplikatywnych, oraz o translatoryce stosowanej, która zbiera informacje aplikatywne. Przegląd teorii przekładu, opis polskich ośrodków przekładoznawczych, wreszcie zbiór tekstów literackich do przekładu z ćwiczeniami przedstawiono w pracy szczecińskich germanistów z 2019 roku. Czasami wymiennie stosuje się terminy „teoria przekładu” oraz „przekładoznawstwo” czy „translatoryka” (zwłaszcza w nazewnictwie dydaktycznym), przy czym badania teoretyczne to właściwie jedynie część nauki o przekładzie.

## Obszar zainteresowań
Najważniejsze pytania poruszane przy refleksji nad tłumaczeniem to:
- Czym jest tłumaczenie (sztuką, nauką, rzemiosłem)?
- Gdzie leży granica między tłumaczeniem a adaptacją?
- Jakie są główne rodzaje tłumaczenia?
- Jak przebiega proces tłumaczenia?
- Jaką rolę w procesie przekładu odgrywa osoba tłumacza?
- Jakie są kryteria oceny jakości tłumaczenia?
- W jaki sposób szkolić przyszłych tłumaczy?
- Czy możliwe jest tłumaczenie maszynowe?
- Jaka jest rola tłumaczenia w wymianie międzykulturowej i rozprzestrzenianiu idei?
- Czy możliwe jest tłumaczenie bez manipulacji informacją?

## Opracowania
- Artur Dariusz Kubacki, Piotr Sulikowski (red.): Translation Landscapes – Internationale Schriften zur Übersetzungswissenschaft. Bd. 5. Hamburg: Verlag Dr. Kovač, 2022. ISBN 978-3-339-12828-7.
- Artur Dariusz Kubacki, Piotr Sulikowski (red.): Von der Fachübersetzung zur literarischen Übersetzung. Leck: Vadenhoeck & Ruprecht, 2023. ISBN 978-3-8471-1585-4.